# José David Ramírez
José David Ramírez est un footballeur mexicain né le 14 décembre 1995 à León dans l'État de Guanajuato. Il évolue au poste de milieu à Chivas de Guadalajara.

## Biographie
Avec la sélection mexicaine, il remporte le championnat de la CONCACAF des moins de 20 ans en 2015. Il participe dans la foulée à la Coupe du monde des moins de 20 ans 2015 organisée en Nouvelle-Zélande. Lors du mondial, il joue deux matchs.

## Carrière
- 2014-201. : Chivas de Guadalajara ( Mexique)[2]

## Palmarès

### En sélection
- Vainqueur du championnat de la CONCACAF des moins de 20 ans en 2015 avec l'équipe du Mexique